# Ordizia KE
Ordizia KE is een Spaanse voetbalclub uit Ordizia die uitkomt in de Tercera División. De club werd in 1941 opgericht.